# ان‌پی‌او ساترن

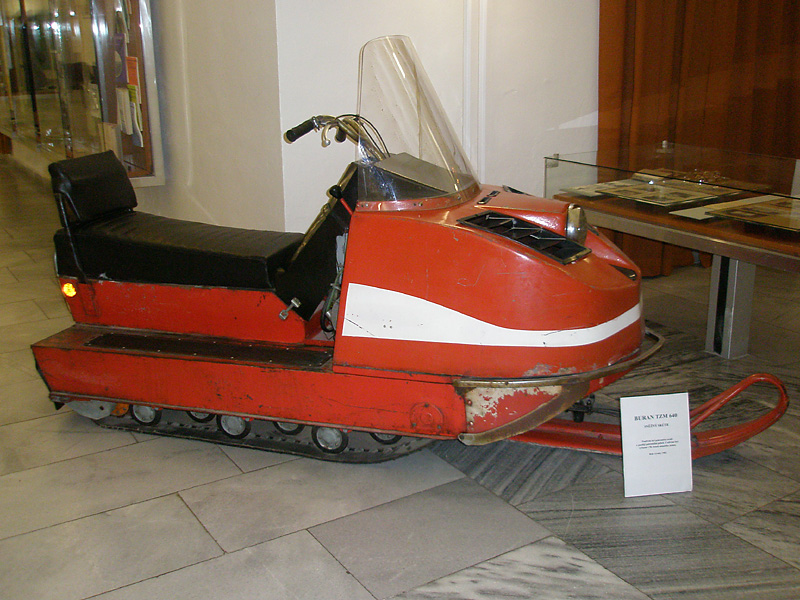
اسنوموبیل ساخت ساترن

یوئی‌سی ان‌پی‌او ساتُرن (روسی: ОДК-Сатурн НПО) یک تولیدکننده موتور هواگرد روسی است که در سال ۲۰۰۱ از ادغام ریبینسک موتورز و لیولکا-ساترن تشکیل شده‌است. موتورهای ساترن در بسیاری از هواپیماهای بلوک شرق سابق مانند توپولف تو-۱۵۴ استفاده شدند. ساترن ۵۰ درصد سهام شرکت پاورجت را در ملکیت خود دارد. این شرکت، که توسط پاول سولوویِف تأسیس شده، دفتر مرکزی آن در شهر ریبینسک است و شرکت تابعه‌ای از یونایتد انجین کورپوریشن می‌باشد.